# Robert Stopford (évêque)
Pour l’article homonyme, voir Robert Stopford.
Robert Wright Stopford, né le 20 février 1901 à Garston, district de Liverpool, et mort le 13 août 1976 à Reading, dans le Berkshire, est un ecclésiastique anglican britannique.